# Muhafazat Maskat
Maskat (محافظة مسقط) – gubernatorstwo (muhafaza) Omanu, położone na północy kraju, na wybrzeżu Zatoki Omańskiej, obejmujące stolicę kraju Maskat. Od zachodu sąsiaduje z muhafazą (do 2011 – mintakatem) Dżanub al-Batina, od południa z ad-Dachilijją, Prowincją Północno-Wschodnią i Prowincją Południowo-Wschodnią (do 2011 roku te dwie prowincje stanowiły mintakat asz-Szarkijja).
Jest to najgęściej zaludnione gubernatorstwo w Omanie. Liczba ludności wynosiła 775 878 osób według spisu z 2010 roku, a wedle informacji centrum statystyk Omanu, w 2016 roku gubernatorstwo zamieszkiwały 1 385 493 osoby. 
W jego skład wchodzi 6 wilajetów:
- Al Amrat
- Bauszar
- Maskat
- Matrah
- Kurajjat
- As-Sib
- Al Khuwair